# Star City (Nevada)

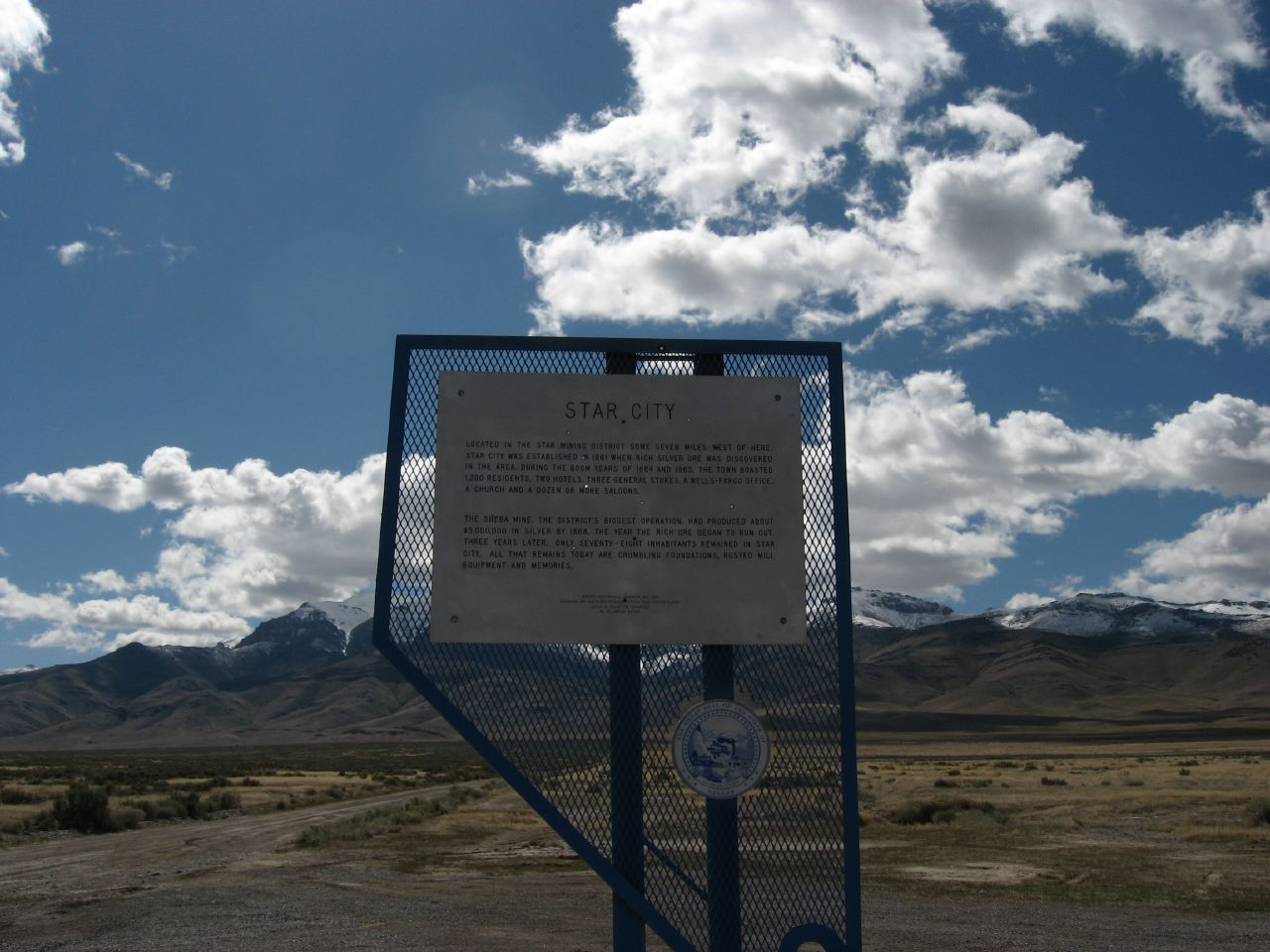
Star City, Marco Histórico do Estado do Nevada N.º 231.

Star City foi uma cidade de exploração mineira de prata, no condado de Pershing, estado do Nevada, nos Estados Unidos, Fica localizada no distrito de Star Mining District.  Na atualidade é uma cidade fantasma. 
O local esta assinalado com o marco histórico do estado do Nevada n.º 231..

## História
Star City foi fundada em 1861 quando foram descobertos ricos depósitos de prata na área. Durante o seu pico entre 1864 e 1865 a vila chegou a alcançar os 1200 habitantes. Possuía ainda dois hotéis, três lojas, um escritório da Wells Fargo, uma igreja e uma dúzia de  saloons. A maior mina no distrito de Star Mining foi a  Sheba Mine, que produziu  $5 milhões de prata em 1868. Naquele mesmo ano, o depósito de minério começou a diminiur. Um relatório de 1868 assinala sobre Star City: "Tão súbito foi o seu declínio que o correio diário, e o telégrafo estão ainda em atividade, se bem que a população da cidade seja constituída por uma única família."
Em 1871, apenas 78 pessoas permaneciam em Star City. Na atualidade, os únicos restos da antiga vila são fundações em ruínas e equipamento mineiro enferrujado.